# 4396 Gressmann
A 4396 Gressmann (ideiglenes jelöléssel 1981 JH) a Naprendszer kisbolygóövében található aszteroida. Edward L. G. Bowell fedezte fel 1981. május 3-án.